# The Prefect
The Prefect (non traduit en français) est un roman de science-fiction de Alastair Reynolds, rattaché à l’univers du cycle des Inhibiteurs.
Les événements relatés se déroulent autour de la planète Yellowstone. Au contraire de La Cité du gouffre où la plupart de l’action avait comme décor la surface de la planète et sa cité capitale, The Prefect prend l’Anneau de Lumière (Glitter Band) et sa multitude d’habitats orbitaux comme théâtre. L’Anneau est hanté, et son fantôme va se déchaîner …

## Histoire

### Démarchie et Panoply autour de Yellowstone
Conformément à la culture Démarchiste, les habitants de Yellowstone et de son orbite sont équipés d’implants permettant une sorte de démocratie participative permanente libérée du carcan d’un appareil gouvernemental traditionnel, dans une sorte d’anarchie. Seul le droit de vote doit rester garanti à tous les citoyens. À condition de respecter cela, les habitats peuvent mettre à disposition, ou imposer, aux citoyens toutes sortes excentricités et délires : de la Tyrannie au Cyber-paradis. 
Une organisation est chargée d’assurer l’accès au droit de vote à tous les citoyens : Panoply. Les possibilités d’intervention de cette force sont strictement limitées par les citoyens. Ces membres, les préfets, ne sont par exemple pas autorisés à porter d’autre arme qu’un fouet amélioré (permettant d’immobiliser, de couper en se rigidifiant ou encore de se transformer en grenade). Panoply est dirigée par Jane Aumonier, le Préfet Suprême, assistée par les Seniors — Sheridan Gaffney, Clearmountain, … — et de Tom Dreyfus, le seul préfet de terrain ayant l’autorisation Pangolin.
Les événements débutent avec une intervention de Dreyfus et ses assistants (deputies) Sparver et Thalia Ng sur un habitat. La femme à la tête de cet habitat a profité d’une faille dans le protocole des moteurs de vote afin de fausser le processus démocratique, tombant donc sous la juridiction de Panoply. Les préfets mettent l’habitat en question sous quarantaine afin de récolter les éléments nécessaires à l’inculpation des personnes incriminées, Thalia et Sparver s’occupant du moteur de vote, alors que Dreyfus surveille la direction de l’habitat. Alors d’abstraction du moteur de vote sont suspendus temporairement, les habitants deviennent fous et Dreyfus est obligé de se servir de son fouet afin de rétablir l’ordre. Contre sa volonté, il est obligé de se servir de son arme contre plusieurs personnes.

### Le trouble s’installe
De retour à la base, Dreyfus est immédiatement renvoyé sur le front par Jane Aumonier, afin d’enquêter sur la destruction de l’habitat Ruskin-Satorious, et la mort de ses 900 citoyens. Pendant que Thalia travaille à la mise au point d’un correctif pour la faille que Panoply vient de découvrir dans le processus de vote, Dreyfus et Sparver découvrent l’habitat complètement détruit. Parmi les ruines, seule une étrange sculpture est trouvée quasi-intacte, ainsi que des simulations de sauvegarde de niveau beta dans le moteur de vote. La sculpture semble être un élément important pour Tom Dreyfus, sans qu’il puisse immédiatement en saisir le sens. Les simulations sont ramenées dans les locaux de Panoply afin de pouvoir être restaurées et éventuellement interrogées. Quant à la cause de la destruction de l’habitat, des traces laissent à penser qu’il a été explosé directement à l’éjection violente d’un moteur de Conjoineur.
Avec l’aide de l’expertise de Thalia, trois simulations beta de Ruskin-Satorious se révèlent viables, dont celle de Delphine, la fille du dirigeant de l’habitat. En l’interrogeant, ainsi que les deux autres simulations, Dreyfus apprend que des négociations étaient en cours entre l’habitat et le capitaine ultra Dravidian, à propos de la sculpture réalisée par Delphine. Une communication extérieure indiquant que l’offre de Dravidian aurait été très inférieure, met fin à ces négociations, entrainant la colère du capitaine. Étant donné la présence du Gobe-lumen de Dravidian, cette discorde fait peser de graves soupçons sur l’ultra quant à la destruction de l’habitat. Il s’ensuit un conflit larvé entre les habitats de l’Anneau de Lumière et les Gobe-lumens en orbite.
Dreyfus parvient à éclaircir la piste d’Aurora, et à découvrir son origine ainsi que son nom complet : Aurora Nerval-Lermontov. Parallèlement à cela Sparver localise la source du mystérieux signal ayant mis le feu aux poudres lors de la négociation sur Ruskin-Satorious. Ce dernier a été relayé par un obscur astéroïde en orbite appartenant à la famille Nerval-Lermontov. Tout ceci pousse Dreyfus à douter de la culpabilité de Dravidian, et laisse à penser que ce dernier a été manipulé. Malheureusement, les autres ultras trouvent Dravidian avant Tom Dreyfus et lavent leur honneur en exterminant son équipage et en crucifiant le capitaine à l’extérieur de la coque de son vaisseau. Dreyfus parvient tout de même à parler avec Dravidian pendant son agonie, confirmant la manipulation.

### Sur la piste d'Aurora
La préfète-assistante Thalia Ng propose à quelques seniors de choisir 4 habitats pour y installer le correctif du processus de vote, afin de tester ce dernier en conditions réelles avant de le déployer massivement auprès de tous les habitats de l’Anneau. Elle part donc pour sa première mission autonome pour une tournée à travers 4 habitats dont Chevelure-Sambuke Hourglass, Sneil-Szumlper, Maison Aubusson. Après quelques ajustement, Thalia reste confiante dans la réussite de sa tournée, toujours en avance sur son planning. 
Pendant ce temps, Dreyfus et Sparver approchent de l’astéroïde d’où le mystérieux signal a été émis. Après que leur vaisseau (de type cutter) ait été endommagé par le système de défense du rocher, étonnamment efficace pour ce qui semblait être un astéroïde banal, ils pénètrent dans les installations qui ont été maintenues en état de fonctionnement. Le système de communication de leur navette étant hors d’usage, Sparver doit réparer un ancien poste de transmission trouvé dans le rocher lors de leur exploration. Il réussit à demander des secours auprès de Panoply, et pendant ce temps Tom Dreyfus pousse son exploration de l'astéroïde plus en avant.
Au cœur du rocher, Dreyfus découvre un vaisseau conjoineur ainsi que ce qui semble être son équipage. Cet équipage est regroupé dans une salle particulière. Tous sont étendus, portent des casques étranges et la plupart montrent des blessures. Tom Dreyfus est alors immobilisé par Clepsydra. La conjoineur lui apprend que le vaisseau conjoineur s’est retrouvé proche de Yellowstone après avoir subi des dégâts. Quant aux casques, ils relient les esprits conjoineurs à un appareil mystérieux : l’Exordium. Celui-ci utilisant les capacités des conjoineurs captifs afin de prévoir l’avenir pour le bénéfice d’Aurora. Cette dernière a ainsi appris que des temps de peste adviendraient et que l’Anneau de Lumière connaitrait le déclin. Afin de que cette prédiction ne devienne pas réalité, et pour assurer sa survie à long terme, Aurora a décidé de prendre le contrôle de l’Anneau pour éliminer les germes de cette éventuellement décadence. Clepsydra apprend également à Dreyfus qu’un homme habillé comme lui, un préfet, a rendu visite aux conjoineurs. Aurora aurait un allié à l’intérieur de Panoply. Clepsydra accepte de faire confiance à Dreyfus et de l’accompagner en tant que témoin sur Panoply.
Après avoir rejoint Sparver et lui avoir expliqué la situation, Dreyfus se rend compte que le vaisseau qu’il croyait être les secours attendus est en fait une nef automatisée qui a été détournée de son chemin afin de percuter l’astéroïde. N’ayant pas le temps de s’éloigner avec leur vaisseau endommagé, les trois personnages s’éjectent dans l’espace à bord de capsules d’urgence. Ils échappent ainsi à la destruction, et sont récupérés plus tard par les véritables secours qui les emmèneront enfin sur Panoply.

## Éléments de l’univers deThe Prefect

### Organisation dePanoply
Panoply est une organisation hiérarchisée, ces membres sont classés sur différents échelons :
CadetMembre en cours de formation.
Préfet-assistant (Deputy Prefect)Préfet ayant achevé sa formation mais non autorisé à agir hors de Panoply, hormis sous la direction d’un préfet expérimenté (Préfet de terrain).
PréfetPréfet de terrain ou préfet expérimenté, autorisé à agir dans l’Anneau de Lumière de manière autonome.
SeniorPréfet assumant la gestion des différentes équipes et la stratégie de l’organisation.
Préfet suprêmeChef suprême de Panoply, ultime décisionnaire sur la stratégie et les décisions de l’organisation. Ce titre est assumé pendant 11 ans par Jane Aumonier, à l’exception de sa suspension temporaire complotée par Gaffney et de celle nécessaire à son opération visant à extraire le Scarab.
Il existe également différents niveaux d’accréditation au sein de Panoply, matérialisé l’accès à des modificateurs cérébraux autorisant la compréhension d’informations cryptées par des processus similaires à la dyslexie :
- niveau Pangolin : réservé aux Seniors, autorisé à Tom Dreyfus de manière exceptionnelle par Jane Aumonier
- niveau Manticore : réservé à quelques Seniors et au Préfet suprême.

### Personnages principaux
AuroraDe son nom complet Aurora Nerval-Lermontov. C’est une simulation de niveau alpha, une survivante des Quatre-vingt (expérience de Sylvestre). Elle est à l’origine de la tentative de prise de contrôle de l’Anneau de Lumière.
ClepsydraConjoineur détenu par Aurora au sein de l’Exordium. Ses compagnons conjoineurs la désigne afin qu’elle tente de s’échapper, assumant sa charge de travail dans l’Exordium afin de ne pas alerter Aurora, et l’autorisant à se “nourrir” d’eux. Elle est libérée par Dreyfus et Sparver. Ramenée dans les locaux de Panoply, elle est tuée par Gaffney qui tentera de mettre sa mort sur le dos de Dreyfus. Avant de mourir, elle réussira à modifier le fouet de Gaffney. Plus tard, alors que Gaffney tourne ce fouet contre Dreyfus dans une cellule de détention, l’arme se retourne contre son propriétaire en l’immobilisant. Cela permet également d’obliger Sheridan Gaffney à avouer la vérité : sa traîtrise, le meurtre de Clepsydra, l’innocence de Dreyfus.
Clockmarker(ou l’Horloger selon une traduction probable)
Delphine Ruskin-SatoriousFille du dirigeant de l’habitat du même nom, elle est tuée dans la destruction de ce dernier puis restaurée en tant que simulation beta. Sa simulation est interrogée par Dreyfus, ce qui permet au préfet de remonter la piste d’Aurora et du Clockmaker.
DravidianCapitaine Ultra, dont le vaisseau est détourné par Aurora afin de détruire l’habitat Ruskin-Satorious au moyen des moteurs Conjoineurs. Il est tué, ainsi que son équipage, par d’autres ultras afin de laver leur honneur. Alors qu’il agonise, crucifié sur la coque de son propre vaisseau, Dreyfus parvienne à l’interroger et à établir son innocence.
ValeryFemme de Tom Dreyfus, réputée décédée pendant la crise du Clockmaker.

#### Membres de Panoply
Jane AumonierPréfet Suprême, amie de Tom Dreyfus auquel elle a accordé le privilège d’être le seul préfet de terrain à avoir l’autorisation Pangolin, de mettant de facto sur le plan de quasi égalité avec les Seniors. Elle est immobilisée dans la sphère en apesanteur de son bureau à la suite de l’implantation du Scarab sur cou, à proximité de la colonne vertébrale, par le Clockmaker (Horloger). Si elle quitte cette sphère ou si quiconque tente d’extraire ce dispositif, ce dernier doit lui sectionné la moelle épinière. L’appareil l’a également condamnée à ne jamais dormir depuis le moment de son insertion, 11 ans avant la nouvelle crise d’Aurora.
Sparver BancalSparver, ou Sparv, est un des rares Porcko faisant partie de Panoply. Préfet-assistant de Tom Dreyfus au début des événements, il fait également partie des plus rares encore Porckos susceptibles d’accéder au statut de préfet à part entière. Reconnaissant envers Dreyfus de l’avoir accepté, alors que les préjugés à l’encontre des Porckos restent vivaces au sein de l’organisation, il se lie à ce dernier par une solide amitié. Ses connaissances techniques restent inférieures à celle de Thalia Ng, mais dépassent celle de Tom Dreyfus. Il suit Dreyfus dans toutes investigations, quel que soit le danger, et même lorsque Tom souhaite l’éloigner afin de le protéger des dangers éventuels.
ClearmountainSenior, agissant en tant que Préfet Suprême pendant l’opération d’extraction du Scarab sur Jane Aumonier.
Tom DreyfusPréfet de terrain, le meilleur selon Jane et le seul ayant une autorisation de niveau Pangolin. Élément maitre de Panoply dans la crise du Clockmaker, il réussira à sauver les survivants en appliquant un puissant champ magnétique à l’ensemble du SIAM (organisme de recherche de la famille Sylveste), neutralisant le Clockmaker. Malheureusement ce champ affectera également les survivants humains, notamment Valery la femme de Tom, qui devront être pris en charge par l’Hospice Idlewild. Face au traitement qu’il s’est vu obligé de faire subir à sa femme, il demandera à Jame Aumonier de lui appliquer une amnésie sélective, alors qu’il était sur le point d’être nommé Senior pour cette même action. 11 ans plus tard, c’est de nouveau Dreyfus qui est sur le front de la crise d’Aurora, et sera à nouveau confronté au Clockmaker et à ses actes passés. Autorisé au niveau Manticore et nommé Senior, la première décision de Dreyfus est de promouvoir Sparver au titre de préfet à part entière, en faisant la première Porko à atteindre une telle situation.
Sheridan Gaffneysenior chargé de la sécurité interne. C’est le traitre qui aidera Aurora depuis l’intérieur de Panoply, dans un premier temps en tentant d’exterminer de Clockmaker par la destruction de l’habitat Ruskin-Satorious, puis en tentant de mettre Jane et Dreyfus hors du jeu, en enfin en essayant à nouveau de détruire le Clockmaker à la surface de Yellowstone. C’est finalement le Clockmaker, tout juste échapper de sa prison magnétique, qui l’éliminera dans le complexe d’opération 9 (Ops Nine).
Paula SavaadraPréfet et membre de la section secrète Firebrand.
Thalia NgFille de Jason Ng, précédemment considéré comme traitre à l’organisation, et assistante de Tom Dreyfus. De même que l’autre assistant de Dreyfus, Sparver, elle lui voue une certaine admiration et lui est reconnaissante de l’avoir acceptée à son service sans faire de cas de la réputation de son père. Experte en technique, elle est chargée de diverses analyses techniques et informatiques. Elle sera responsable du déploiement d’un correctif pour les moteurs de vote, ce dernier s’avérant avoir été perverti par Aurora à l’insu de Thalia et être le déclencheur de la prise de contrôle d’Aurora. Thalia sera prise au piège sur le dernier habitat mis à jour, Aubusson. Elle parviendra à aider un groupe de citoyen à échapper aux machines de Aurora, et finalement à s’échapper avec eux pour se rejoindre Panoply.